# Palacio de Beylerbeyi

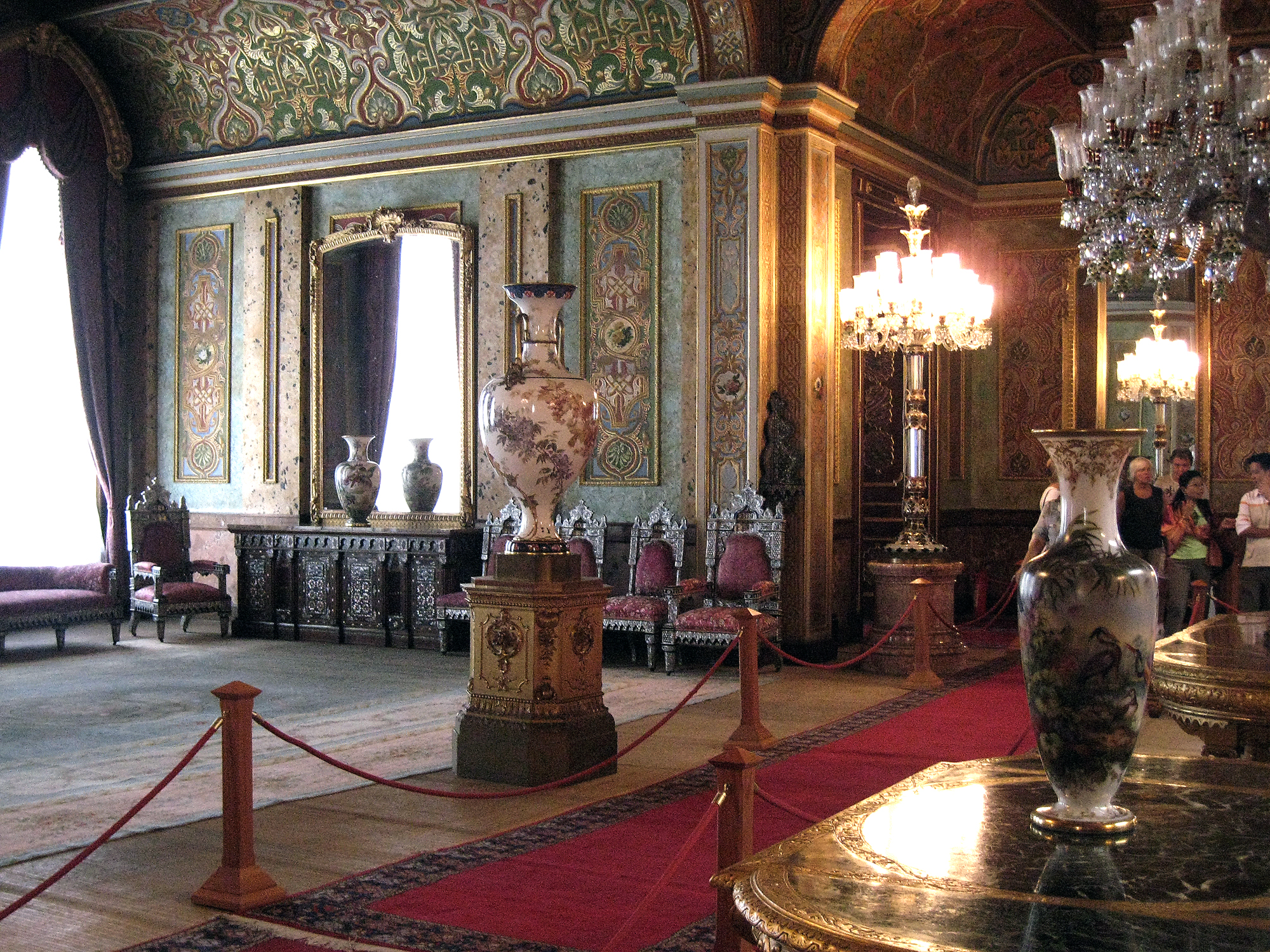
El interior del Palacio Beylerbeyi

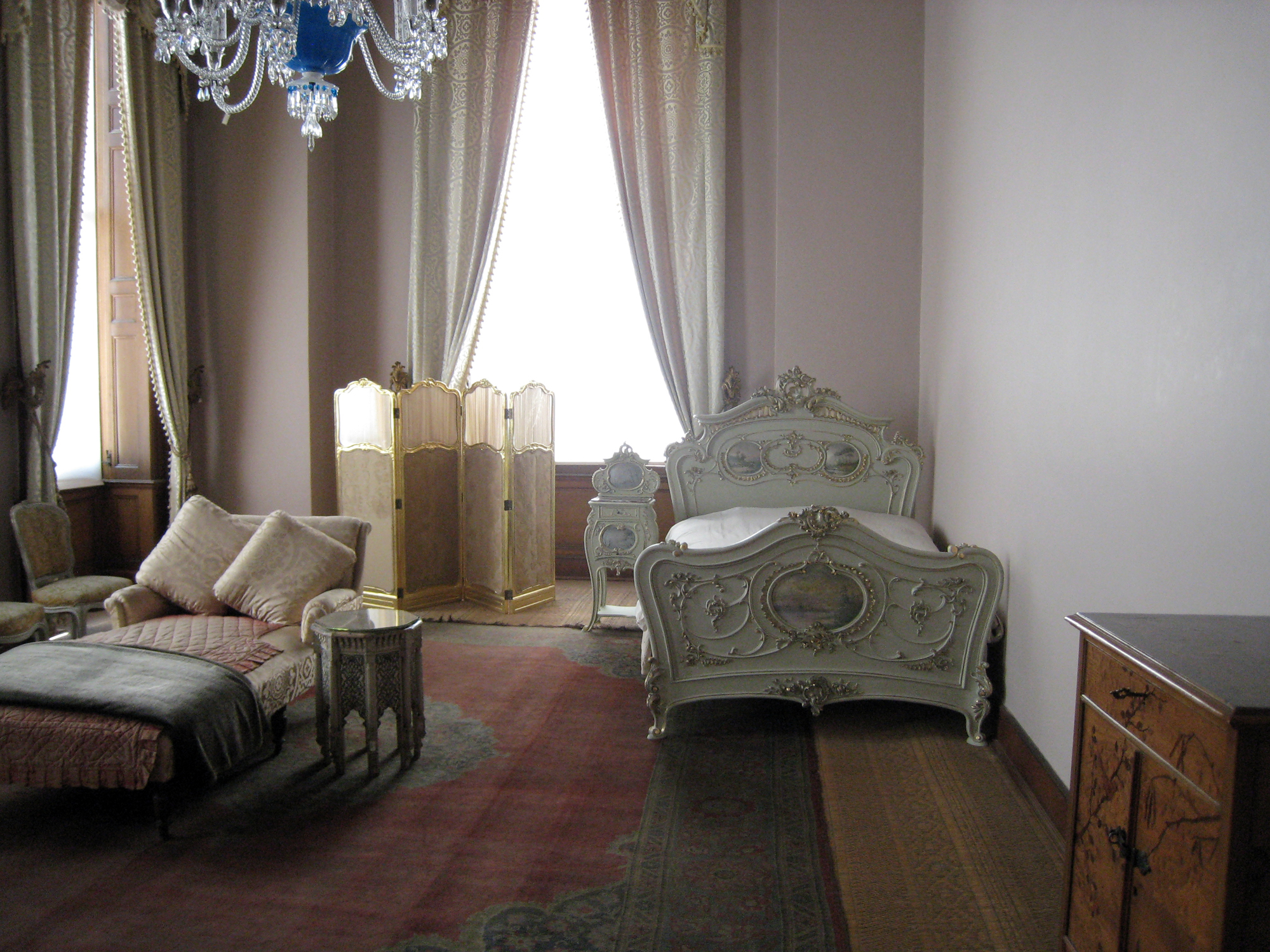
El dormitorio del sultán

El Palacio Beylerbeyi (en turco: Beylerbeyi Sarayı) es un palacio situado en el barrio Beylerbeyi de Estambul, Turquía, en el lado asiático del Bósforo. Antigua residencia de verano de los sultanes del Imperio Otomano construida en la década de los 1860, está situada justo al norte del Puente del Bósforo. El nombre del barrio donde está situado el palacio, Beylerbeyi, significa beylerbey, o "señor de señores".

## Historia
El Palacio Beylerbeyi fue encargado por el Sultán Abdülaziz (1830-1876) y construido entre 1861 y 1865 como residencia de verano y un lugar para entretener a los jefes de Estado que visitaban la ciudad. La Emperatriz Eugenia de Francia visitó Beylerbeyi en camino a la apertura del Canal de Suez en 1869 y la madre del sultán la abofeteó por entrar al palacio del brazo de Abdülaziz. (A pesar de esta recepción inicial, la Emperatriz Eugenia quedó tan encantada de la elegancia del palacio que tenía una copia de la ventana en la habitación de huéspedes hecha para su dormitorio del Palacio de las Tullerías, en París.) Otros visitantes reales del palacio fueron el Duque y la Duquesa de Windsor.
El palacio fue el último lugar de cautividad del sultán depuesto Abdulhamid II desde 1912 hasta su muerte en 1918.

## Descripción
Diseñado en estilo Segundo Imperio por Sarkis Balyan, el Palacio Beylerbeyi parece bastante comedido comparado a los excesos de los anteriores palacios de Dolmabahçe o Küçüksu. 
El palacio se ve más bonito desde el Bósforo, desde donde se observan sus dos pabellones de baño, uno para el harén (solo mujeres) y el otro para el selamlik (solo hombres). Una de las habitaciones más bonitas es la sala de recepción, que tiene un estanque y una fuente. El agua corriente fue popular en las casas otomanas por su sonido agradable y su efecto refrescante en el calor. Se usaron carrizos egipcios en el suelo como aislamiento. Las arañas de cristal son en su mayoría francesas de Baccarat y las alfombras son de Hereke.

## Más información
- Hakan Gülsün. Beylerbeyi Palace. TBMM. Istanbul, 1993.